# Національні парки Ватового моря

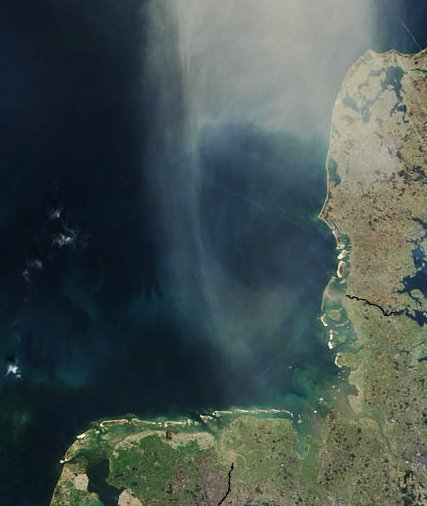
Вид із супутника Німецької затоки та Ватового моря.

Національні парки Ватового моря в Данії, Німеччині та Нідерландах розташовані вздовж Німецької бухти Північного моря. У Німеччині і Данії вони також включають частину Ватового моря, внесену до списку Світової спадщини ЮНЕСКО. Відокремлені один від одного адміністративними кордонами держав, парки утворюють єдине екологічне ціле. Задачею національних парків є захист самобутнього екорегіону Ватового моря.

## Данія
- Національний парк Ватове море (дан. Nationalpark Vadehavet), від мису Блованнсхук[en] до мису Рудбель в Данії.

## Німеччина
- Національний парк Шлезвіґ-Гольштайнські вати[en] включає західне узбережжя землі Шлезвіґ-Гольштейн і Північно-Фризькі острови.
- Національний парк Гамбурзьке Ватове море[en] простягається від гирла Ельби до крихітних островів Нойверк і Шаргерн[en], підпорядковані місту Гамбурґ.
- Національний парк Нижньосаксонське Ватове море[en] охоплює північне узбережжя Нижньої Саксонії і включає Східно-Фризькі острови.

## Нідерланди
- Національний парк Лауверсмер складається з південної та східної частин Лауверсмеру в Нідерландах.
- Національний парк Схірмонніког охоплює більшу частину острова Схірмонніког.
- Національний парк Тесельські дюни розташований на нідерландському острові Тесел і включає системи дюн.

## Галерея

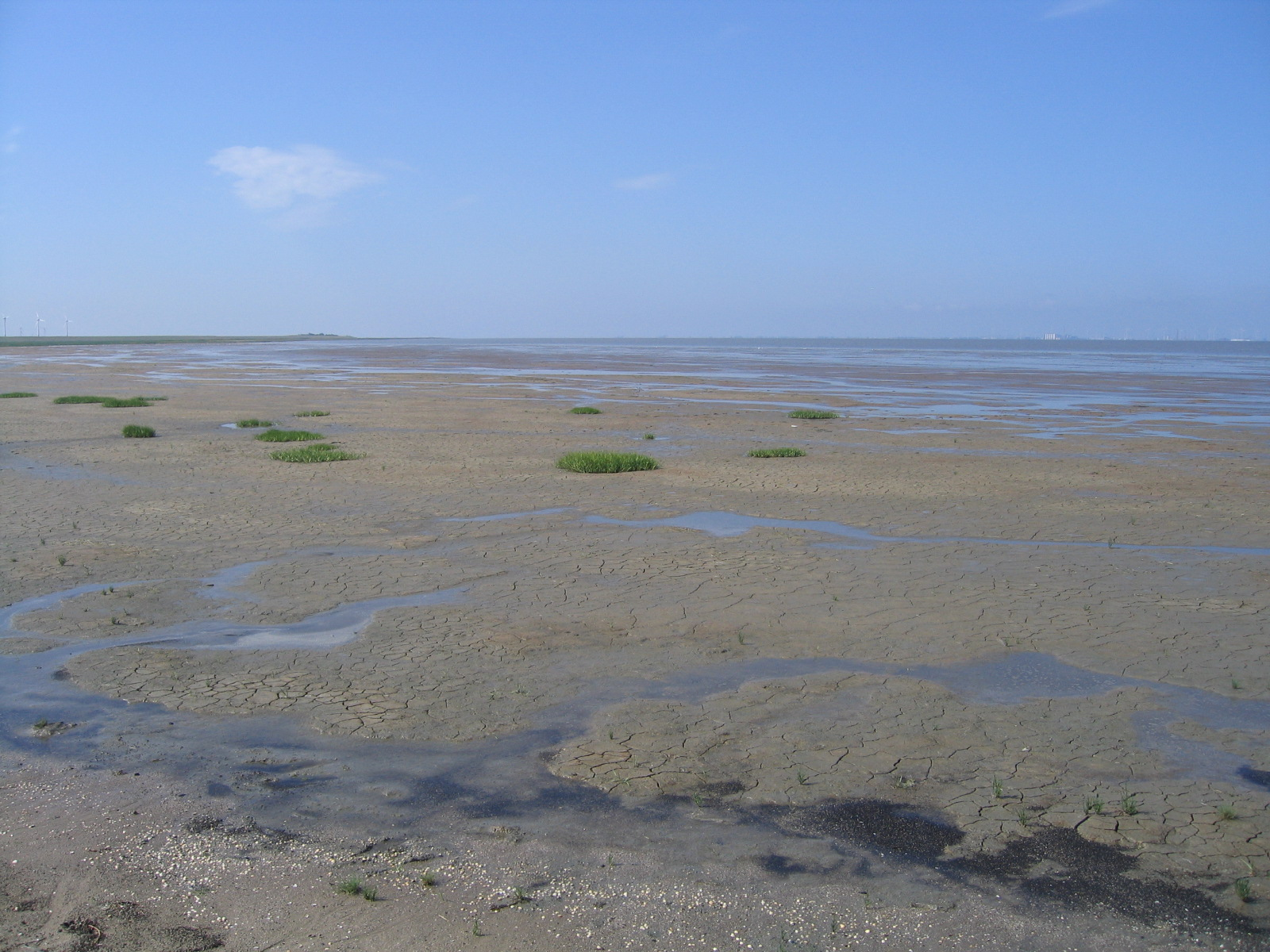
Мілини Пілсумерського вата біля порту Ґреціль[en], Німеччина.
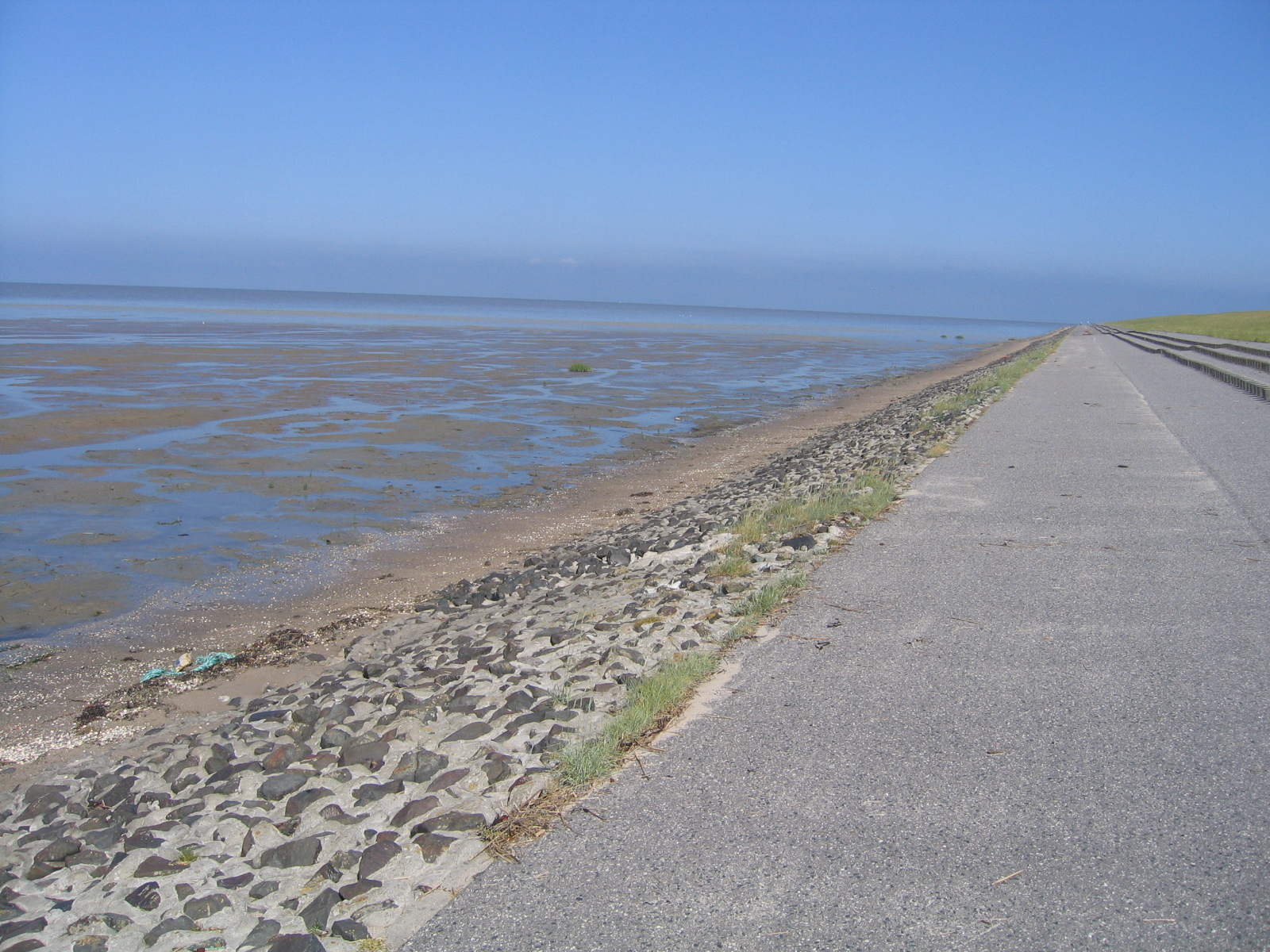
Мілини Greetsieler Nacken вздовж західної сторони Лейхерна біля Ґреціля.
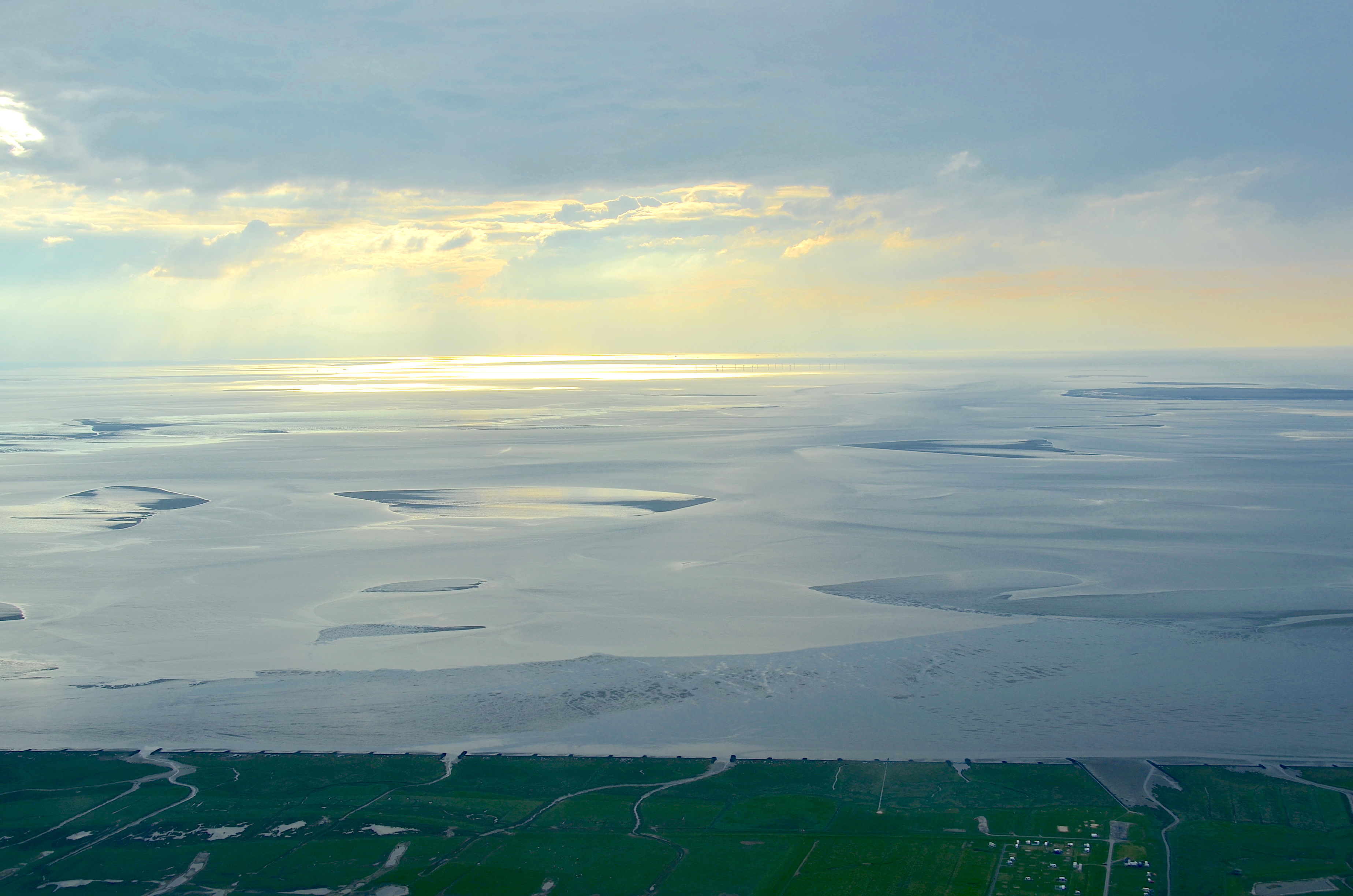
Пересипи на мілинах національного парку Нижньосаксонське Ватове море

## Зовнішні посилання
- Ватове море / Офіційний сайт ЮНЕСКО

53°54′08″ пн. ш. 8°17′25″ сх. д. / 53.902097° пн. ш. 8.290216° сх. д.
| Німеччина | Це незавершена стаття з географії Німеччини. Ви можете допомогти проєкту, виправивши або дописавши її. |

| Нідерланди | Це незавершена стаття з географії Нідерландів. Ви можете допомогти проєкту, виправивши або дописавши її. |

| Данія | Це незавершена стаття з географії Данії. Ви можете допомогти проєкту, виправивши або дописавши її. |